# Экстракт виноградных косточек
Экстракт виноградных косточек — продукт промышленной переработки цельных косточек винограда. Содержит проантоцианидины. Качество экстракта виноградных косточек измеряется содержанием процианидинов, которые образуются из проантоцианидинов. Как правило, содержание процианидинов достигает 95 %, но варьируется в зависимости от производителя. Употребление продуктов с высоким содержанием процианидина приводит к ощущению терпкости во рту, как после некоторых алкогольных напитков.

Виноградная косточка в разрезе

## Производство
Свойства экстракта виноградных косточек зависят от метода экстрагирования и условий выращивания винограда. В классическом способе экстракция осуществляется органическими растворителями, такими как ацетон, ацетонитрил, этилацетат и метанол. Также используется экстрагирование горячей водой, но этот способ не такой эффективный (как по количеству, так и по производительности). Для обеспечения точного состава продукта как наиболее эффективные методы применяются высокоэффективная жидкостная хроматография, а также протонная ЯМР-спектроскопия с методом главных компонентов.

## Медицинские исследования
Метаанализ 16 рандомизированных контролируемых испытаний показал, что экстракт виноградных косточек, в дозе по 800 мг в день на протяжении не менее 8 недель, значительно снизил систолическое и диастолическое артериальное давление, хотя величины были небольшими (3 — 6 мм рт. ст.) и наблюдались только у тучных людей в возрасте до 50 лет с метаболическим синдромом и артериальной гипертензией . Более ранний метаанализ показал более низкое систолическое артериальное давление и частоту сердечных сокращений, без влияния на липиды крови и уровни С-реактивного белка.
Национальный центр нетрадиционной медицины в США сообщил, что пероральный прием экстракта виноградных косточек (доза и частота не указаны) хорошо переносится людьми в течение 14 недель. Возможные побочные эффекты: зуд кожи головы, головокружение, головная боль, высокое кровяное давление, тошнота. Экстракт виноградных косточек продается в форме БАДов, однако их многочисленные заявленные преимущества для здоровья не подтверждены достаточными медицинскими доказательствами.
Как показали опыты на крысах с ожирением, экстракт проантоцианидина из виноградных косточек способствуют снижению воспалительных реакций и оксидативного стресса в кишечнике, при потреблении избыточного количества жиров и углеводов и улучшают барьерные функции кишечника.